# Saison 2002-2003 de snooker
Navigation
2001-2002 2003-2004
La saison 2002-2003 de snooker est la 35e saison de snooker. Elle regroupe 26 tournois organisés par la WPBSA entre le 24 septembre 2002 et juin 2003.

## Nouveautés
- Disparition de la coupe des champions après seulement 3 éditions.
- L'Open de Chine n'est pas reconduit.
- Le Masters de Thaïlande perd son statut de tournoi classé.

## Calendrier
| C = Tournoi classé (professionnel)                  |
| NC = Tournoi non classé (professionnel)             |
| TE = Tournoi par équipes (professionnel et amateur) |
| P/A = Tournoi pro-am (professionnel et amateur)     |
| CC = Circuit du challenge (amateur)                 |
| SI = Circuit de l'EASB (professionnel et amateur)   |

| Dates (mois-jour) | Dates (mois-jour) | Tournoi                            | Lieu       | Site                         | Cat. | Vainqueur          | Finaliste               | Score, | Références |
| 09–24             | 09–29             | Masters d'Écosse                   | Glasgow    | Thistle Hotels               | NC   | Ronnie O'Sullivan  | John Higgins            | 9–4    | [ 3 ]      |
| 10–01             | 10–08             | Jeux asiatiques (individuel)       | Pusan      | Dongju College               | P/A  | Ding Junhui        | Supoj Saenla            | 3–1    | [ 4 ]      |
| 10–01             | 10–08             | Jeux asiatiques (par équipes)      | Pusan      | Dongju College               | TE   | Hong Kong          | Chine                   | 2–1    |            |
| 10–05             | 10–13             | Coupe LG                           | Preston    | Preston Guild Hall           | C    | Chris Small        | Alan McManus            | 9–5    | [ 5 ]      |
| 10–??             | 10–??             | Tournoi Pontins pro-am (automne)   | Prestatyn  | Pontins                      | P/A  | Tim English        | Brendan O'Donoghue (en) | 5-4    |            |
| 11–02             | 11–07             | Circuit du challenge (épreuve 1)   | Mansfield  | Towers Snooker Club          | CC   | Chris Melling (en) | Tom Ford                | 6–2    | [ 6 ]      |
| 11–21             | 11–31             | Championnat Benson & Hedges        | Mansfield  | Towers Snooker Club          | NC   | Mark Davis         | Mehmet Husnu (en)       | 9–6    | [ 7 ]      |
| 11–09             | 11–17             | Open de Grande-Bretagne            | Telford    | Telford International Centre | C    | Paul Hunter        | Ian McCulloch           | 9–4    | [ 8 ]      |
| 11-??             | 11-??             | Championnat de Merseyside          | Liverpool  | George Scott Snooker Club    | NC   | Mark Davis         | Stephen Maguire         | 5-2    |            |
| 12-02             | 12-07             | Circuit de l'EASB (épreuve 1)      | Harrogate  | Manhattan Club               | SI   | Ryan Day           | James Reynolds          | 5-4    |            |
| 12–01             | 12–15             | Championnat du Royaume-Uni         | York       | Barbican Centre              | C    | Mark Williams      | Ken Doherty             | 10–9   | [ 9 ]      |
| 01–22             | 01–26             | Open du pays de Galles             | Cardiff    | Cardiff International Arena  | C    | Stephen Hendry     | Mark Williams           | 9–5    | [ 10 ]     |
| 02-03             | 02-08             | Circuit de l'EASB (épreuve 2)      | Leicester  | Willie Thorne Snooker Center | SI   | Ryan Day           | Mark Gray (en)          | 5-3    |            |
| 02–02             | 02–09             | Masters                            | Londres    | Wembley Conference Centre    | NC   | Mark Williams      | Stephen Hendry          | 10–4   | ,          |
| 02–15             | 02–20             | Circuit du challenge (épreuve 2)   | Swindon    | Jesters Snooker Club         | CC   | Adrian Rosa (en)   | Stuart Mann (en)        | 6–5    | [ 13 ]     |
| 02-20             | 02-22             | Open d'Irlande                     | Derry      | Millenium Forum              | NC   | Joe Swail          | Fergal O'Brien          | 10-3   |            |
| 03-??             | 03-08             | Circuit de l'EASB (épreuve 3)      | Stockport  | Hazol Grove Snooker Centre   | SI   | Rory McLeod        | Mark Gray (en)          | 5-2    |            |
| 03–11             | 03–16             | Open d'Europe                      | Torquay    | Palace Hotel                 | C    | Ronnie O'Sullivan  | Stephen Hendry          | 9–6    | ,          |
| 03–15             | 03–20             | Circuit du challenge (épreuve 3)   | Swindon    | Jesters Snooker Club         | CC   | Michael Rhodes     | Luke Simmonds           | 6–5    | [ 16 ]     |
| 03–25             | 03–30             | Masters d'Irlande                  | Dublin     | Citywest Hotel               | C    | Ronnie O'Sullivan  | John Higgins            | 10–9   | [ 17 ]     |
| 04–05             | 04–13             | Open d'Écosse                      | Édimbourg  | Royal Highland Showground    | C    | David Gray         | Mark Selby              | 9–7    | ,          |
| 04-??             | 04-??             | Circuit de l'EASB (épreuve 4)      | Cambridge  | Cambridge Snooker Centre     | SI   | Ricky Walden       | Jamie Cope              | 5-1    |            |
| 04–19             | 05–05             | Championnat du monde               | Sheffield  | Crucible Theatre             | C    | Mark Williams      | Ken Doherty             | 18–16  | [ 20 ]     |
| 01–11             | 05–11             | Première ligue                     | Sunderland | Crowtree Leisure Centre      | NC   | Marco Fu           | Mark Williams           | 9–5    | [ 21 ]     |
| 05–16             | 05–22             | Circuit du challenge (épreuve 4)   | Prestatyn  | Pontins                      | CC   | Kurt Maflin        | James Leadbetter (en)   | 6–2    | [ 22 ]     |
| 06–??             | 06–??             | Tournoi Pontins pro-am (printemps) | Prestatyn  | Pontins                      | P/A  | Judd Trump         | Mike Hallett            | 4-2    |            |

## Classement mondialen début et fin de saison

### Après lechampionnat du monde 2002
| Rang | Évol.         | Joueur            | Points |
| 1    | 1             | Ronnie O'Sullivan | 50024  |
| 2    | 1             | Mark Williams     | 46785  |
| 3    | 4             | Peter Ebdon       | 44652  |
| 4    | 1             | John Higgins      | 44334  |
| 5    | 1             | Ken Doherty       | 43479  |
| 6    | 1             | Stephen Hendry    | 42128  |
| 7    | 1             | Stephen Lee       | 39669  |
| 8    | 2             | Matthew Stevens   | 32879  |
| 9    | en stagnation | Paul Hunter       | 31309  |
| 10   | 1             | Jimmy White       | 28934  |
| 11   | 2             | Mark King         | 27432  |
| 12   | 2             | Graeme Dott       | 27159  |
| 13   | 14            | Joe Perry         | 26969  |
| 14   | 11            | Quinten Hann      | 26232  |
| 15   | 3             | Alan McManus      | 25740  |
| 16   | 6             | Joe Swail         | 24879  |

### Après lechampionnat du monde 2003
| Rang | Évol.         | Joueur            | Points |
| 1    | 1             | Mark Williams     | 52600  |
| 2    | 4             | Stephen Hendry    | 44800  |
| 3    | 2             | Ronnie O'Sullivan | 44750  |
| 4    | en stagnation | John Higgins      | 42575  |
| 5    | 2             | Stephen Lee       | 42400  |
| 6    | 1             | Ken Doherty       | 40375  |
| 7    | 4             | Peter Ebdon       | 39900  |
| 8    | 1             | Paul Hunter       | 36950  |
| 9    | 1             | Matthew Stevens   | 32875  |
| 10   | 5             | Alan McManus      | 29975  |
| 11   | 14            | Steve Davis       | 28775  |
| 12   | 7             | David Gray        | 28012  |
| 13   | 1             | Graeme Dott       | 27262  |
| 14   | en stagnation | Quinten Hann      | 27149  |
| 15   | 5             | Jimmy White       | 26887  |
| 16   | 3             | Joe Perry         | 26637  |